# Boqueirão do Leão
Boqueirão do Leão är en kommun i Brasilien.   Den ligger i delstaten Rio Grande do Sul, i den södra delen av landet, 1 600 km söder om huvudstaden Brasília. Antalet invånare är 7 673.
I omgivningarna runt Boqueirão do Leão växer i huvudsak städsegrön lövskog. Runt Boqueirão do Leão är det ganska glesbefolkat, med 29 invånare per kvadratkilometer.